# Bettschere

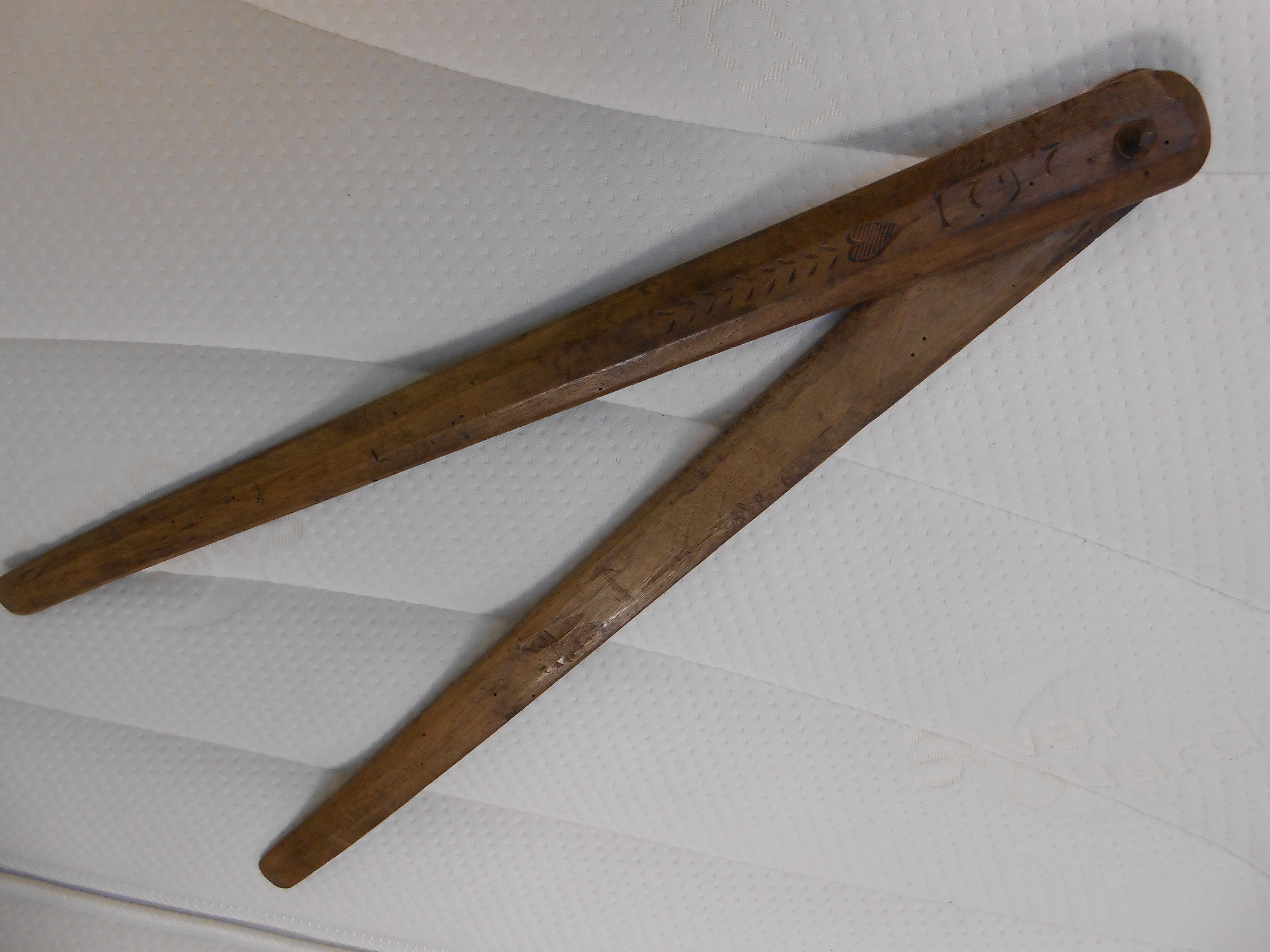
Bettschere aus Graz (Österreich), 1797, Exponat im Betten- und Schlafmuseum Freiberg

Eine Bettschere besteht aus zwei bis drei Hölzern, die von einer Holzachse wie ein Zirkel zusammengehalten werden. Sie wurde zwischen Bettzarge (hölzerne Bettseite zwischen Kopf- und Fußteil) und Matratze aufgespreizt und eingesteckt, um den Schlafenden bzw. das Federbett am seitlichen Herunterfallen zu hindern.